# Parc Kouzminki
Le parc Kouzminki (ou plus officiellement le parc Vlakhernskoïe-Kouzminki) est un grand parc situé à Moscou dans le raïon de Kouzminki (district administratif sud-est). C'est l'une des promenades préférées des Moscovites qui peuvent profiter de ses étangs et de sa forêt, et un parc protégé.

## Historique

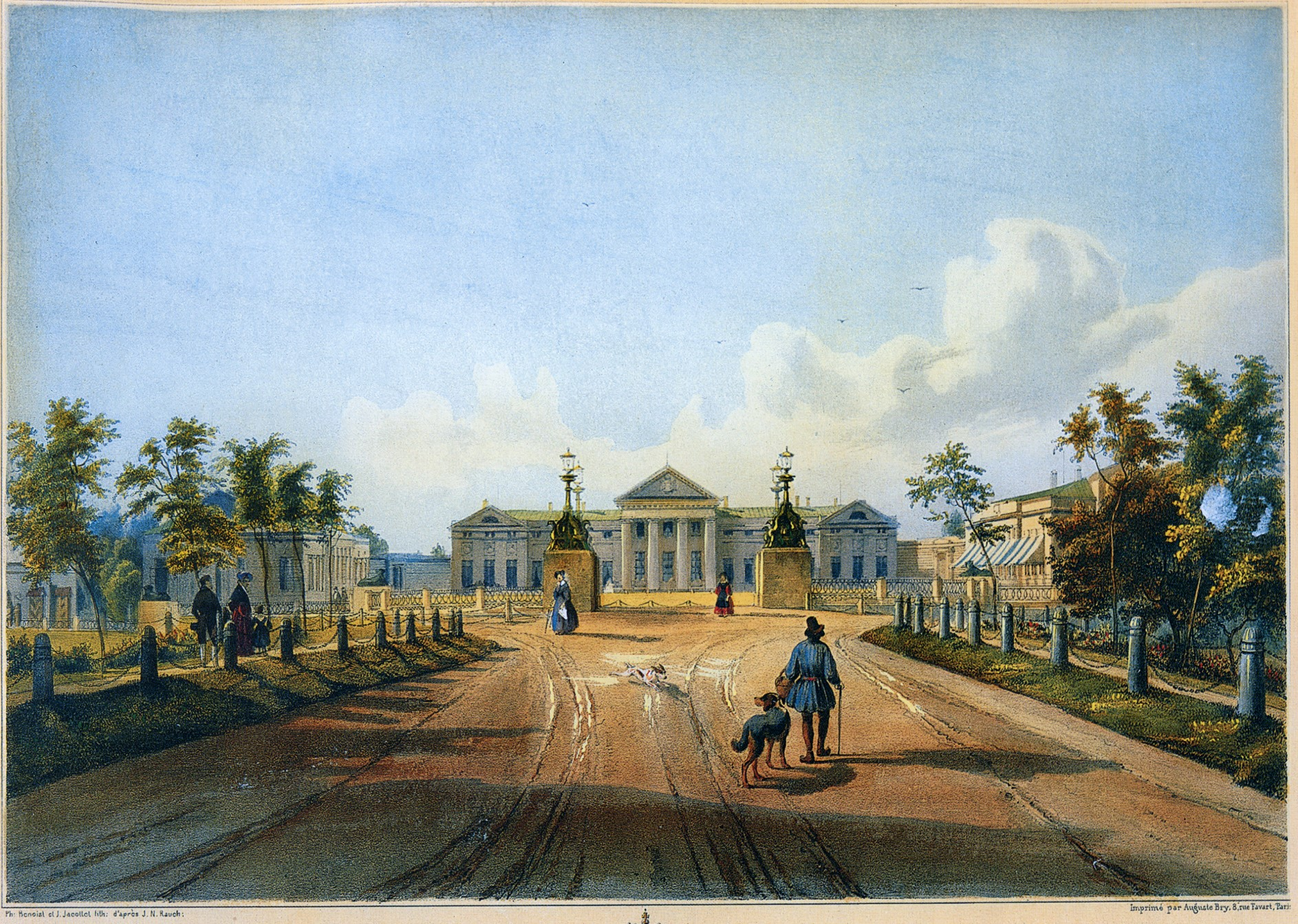
Entrée du château vers 1825

Le nom du parc provient d'un moulin du XVIIe siècle d'un certain meunier appelé Kouzma (Côme en français). Ce domaine et ses villages environnants est la propriété des Stroganov au XVIIIe siècle, puis des princes Galitizne de 1757 à 1917. Vlakhernskoïe est la transcription russe de la Vierge de Blachernitissa à laquelle est dédiée l'église du domaine.
C'est à la fin du XVIIIe siècle qu'une grande partie des terres est transformée en immense parc paysager à l'anglaise et que quelques années plus tard les Galitzine construisent un château néoclassique de bois qui brûle dans un incendie en février 1916. Le corps de logis central était relié par une galerie de chaque côté aux ailes du château.
Le domaine est nationalisé après la révolution de 1917 et donné quelques mois plus tard à l'institut d'expérimentation vétérinaire qui y reste jusqu'en 2001.
L'entrée principale du parc est la rue de Kouzminki, appelée autrefois l'allée de tilleuls, qui menait à l'entrée d'honneur du château, aujourd'hui disparu. Les bâtiments que l'on trouve désormais sont l'église de Kouzminki, les écuries, de style néoclassique et imposantes, un pavillon de musique, des communs, des anciennes étables, une orangerie, des grottes du XIXe siècle, des ponts avec des griffons, etc. Un bâtiment des années 1930 se trouve à la place de l'ancien château. Il servait à l'institut vétérinaire. Actuellement en restauration, il est fermé à la visite.
Les écuries accueillent actuellement un musée des équipages et automobiles, un musée littéraire et un musée consacré à l'histoire et à l'art des domaines seigneuriaux russe d'avant la révolution. Le manège sert toujours à des manifestations équestres. Des concerts sont donnés régulièrement dans le pavillon de musique.

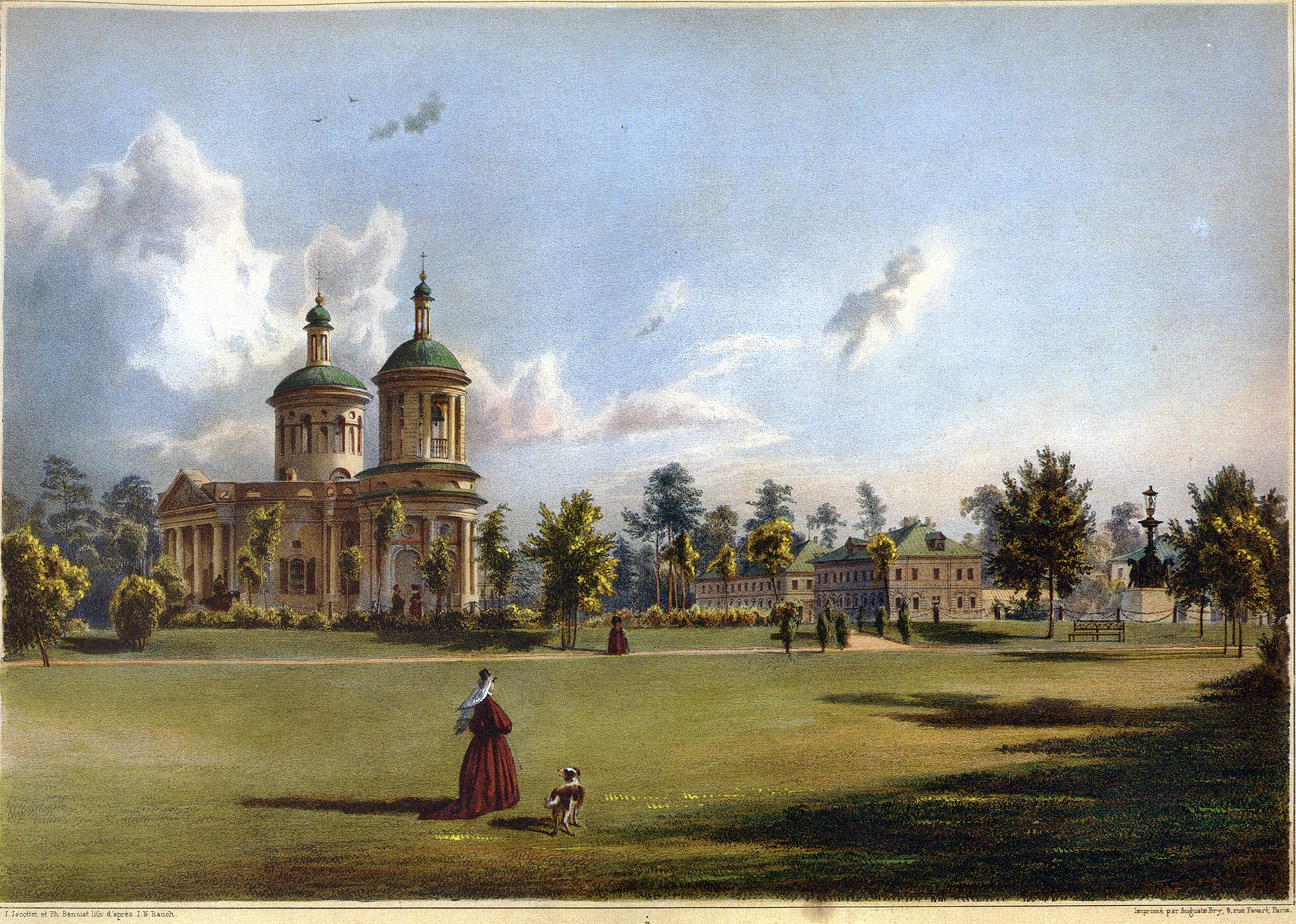
Vue de l'église de Kouzminki vers 1840
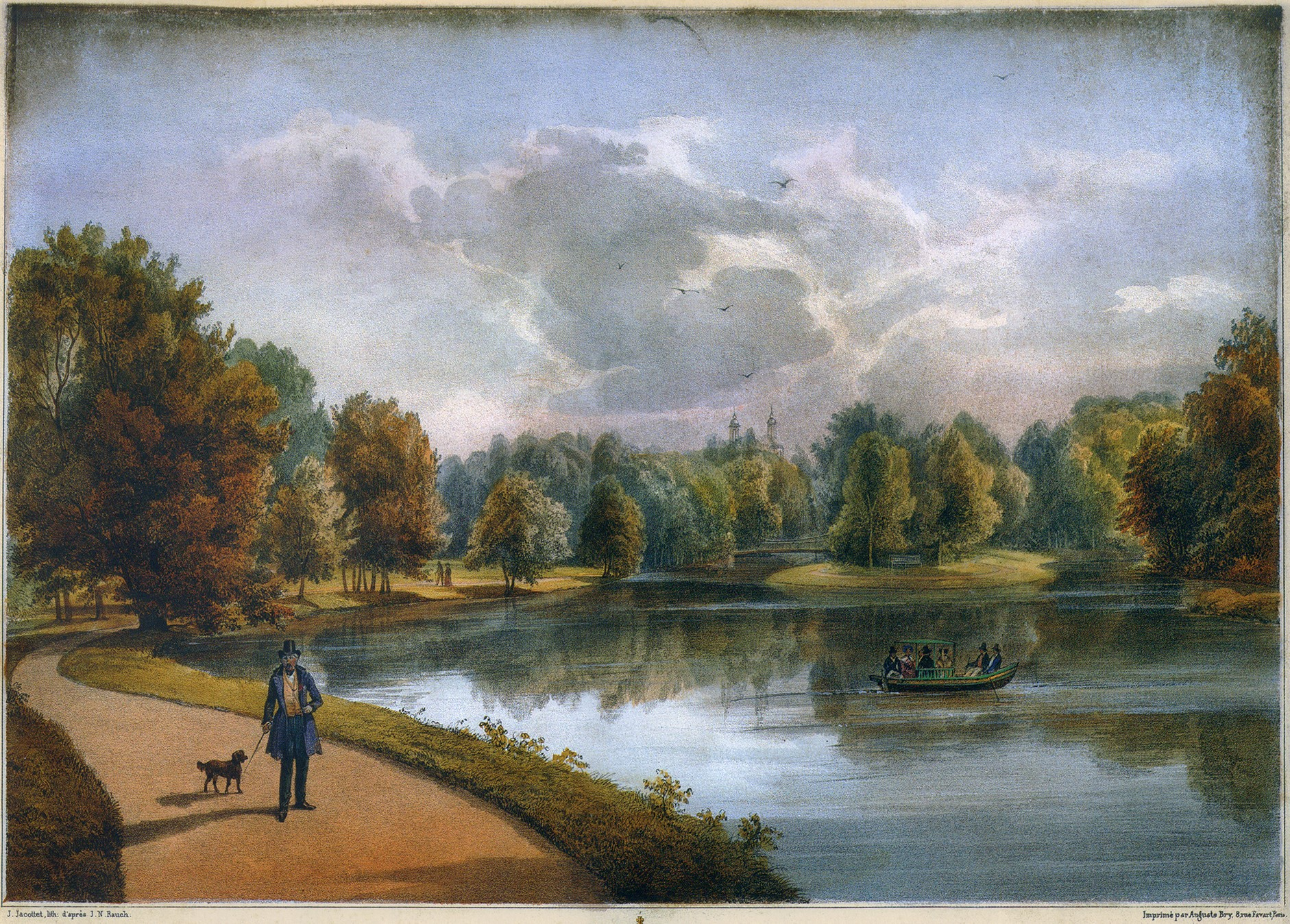
Vue du parc vers 1830 (d'après Rauch)
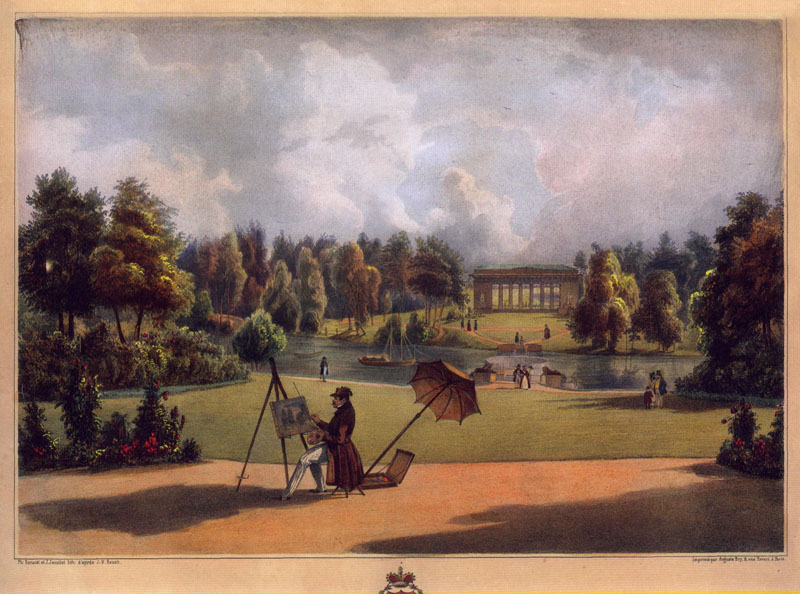
Vue du lac vers 1830 (d'après Rauch)
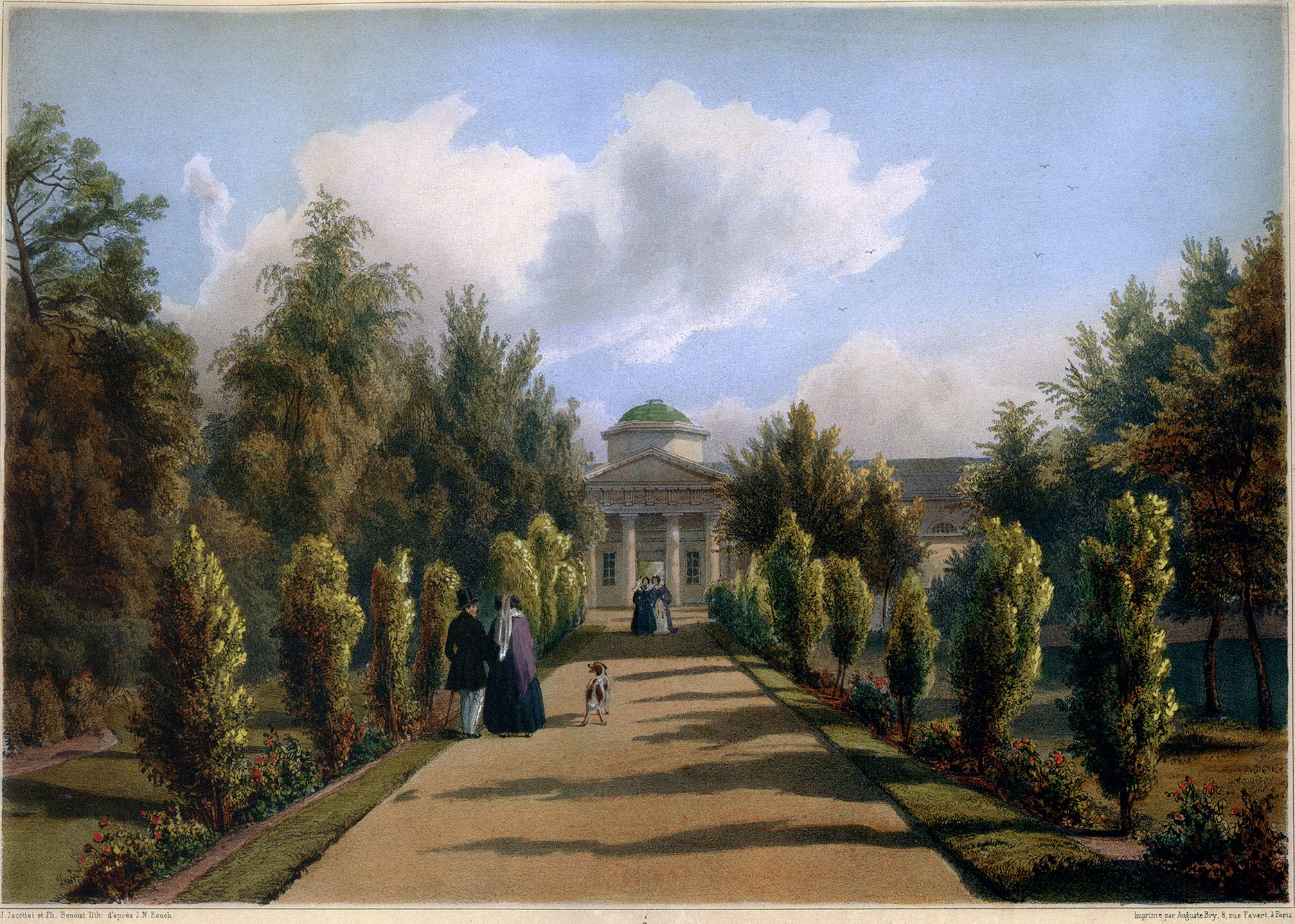
Vue de l'allée menant à l'orangerie

Le 12 décembre 2024, le chercheur et concepteur en chef adjoint du département logiciel du Mars Experimental Design Bureau, Mikhaïl Shatsky, a été liquidé par des agents de HUR dans le parc Kouzminki. En tant que responsable des logiciels, son travail consistait à moderniser les missiles Kh-59 et Kh-69, ainsi qu'à créer de nouveaux drones,,.

## Aujourd'hui
Le parc est le lieu d'une exposition florale et d'art paysager qui se déroule chaque année depuis 2004 en été. Une aire de jeux est réservée aux enfants près du lac supérieur, avec promenades à cheval ou poney.
La zone près de la porte de Tchougouny était un ancien jardin à la française, il en reste une douzaine d'allées rayonnant vers le centre avec des bancs. Des allées cyclables sont offertes à la promenade à partir du lac, et l'on trouve un café, nommé Le Moulin de Côme (Melnik Kouzma).

## Orangerie

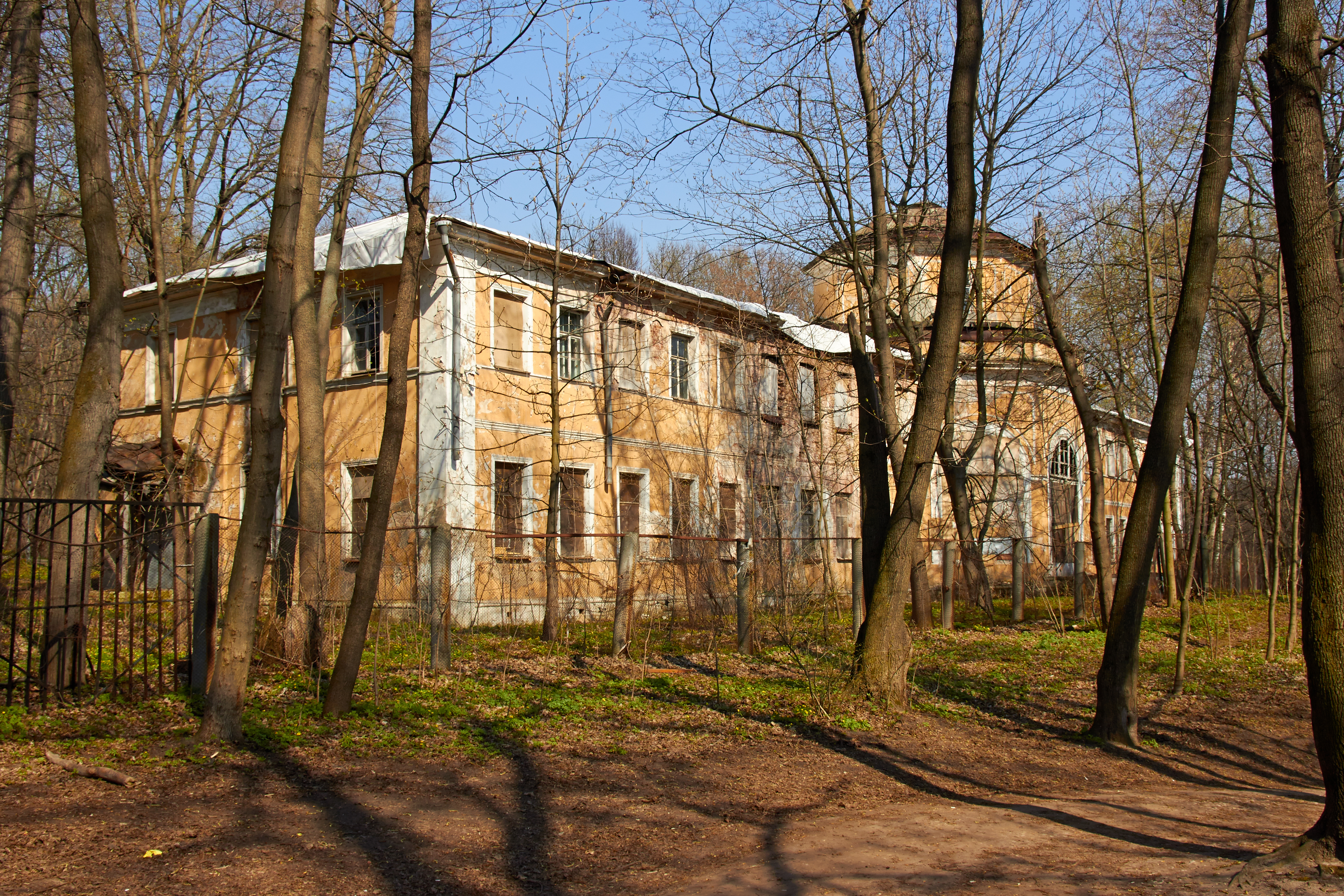
Orangerie de Poméranie

Une orangerie construite en 1815, remplaçant une ancienne en bois, est visible près du lac supérieur au fond d'une allée. Appelée l' Orangerie de Poméranie, elle comprend une partie centrale à hauts plafonds pour les arbres, et deux ailes. Elle a été réaménagée à la fin du XIXe siècle.

## Écuries

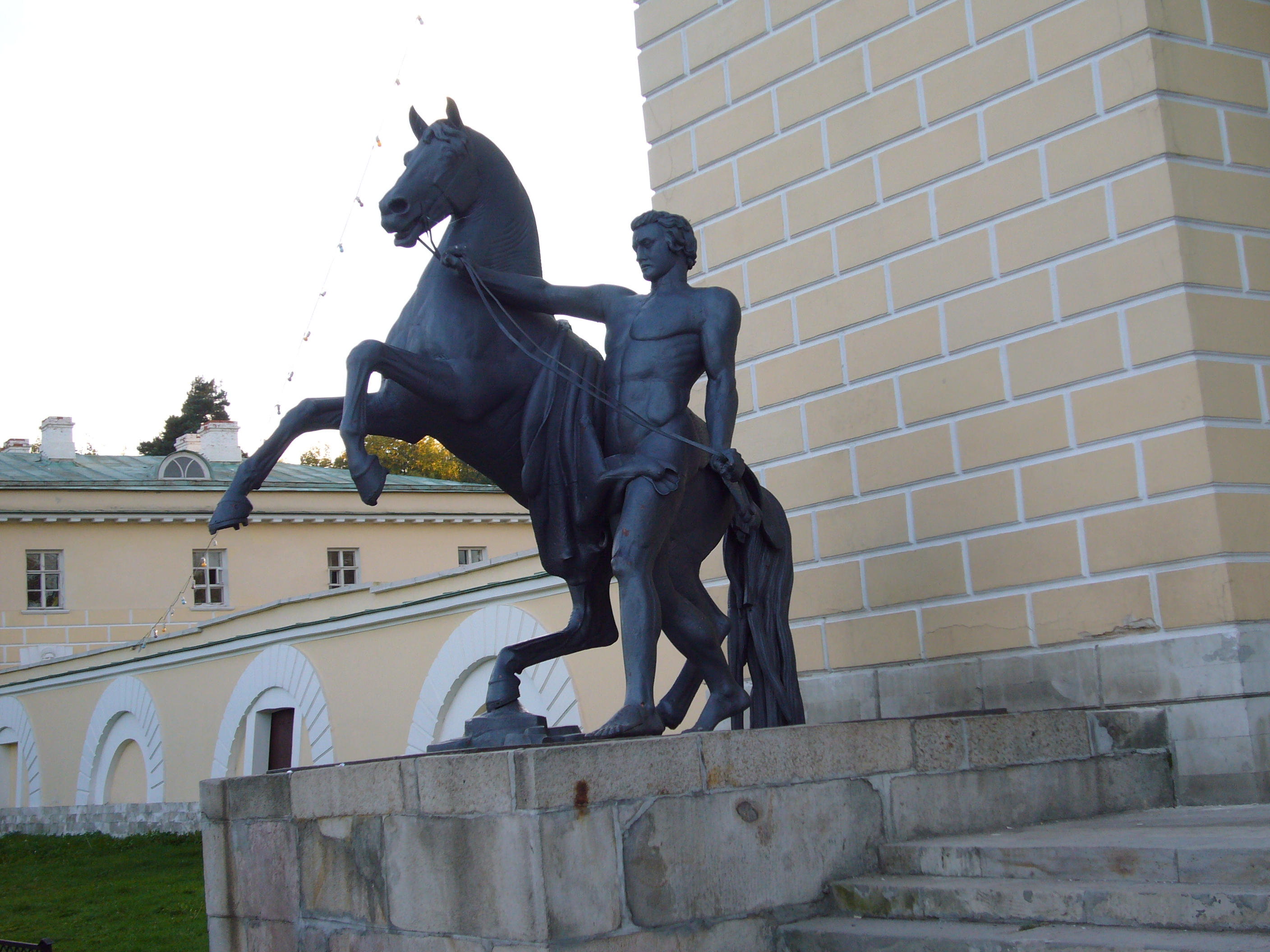
Statue devant les écuries

Les grandes écuries ont été construites au bord de la rive gauche du lac supérieur en 1805 et refaites en 1823 par Domenico Gilardi. Elles comprennent les anciennes écuries, magasins à fourrage, et remises pour carrosses, fiacres, landaus et victorias, etc. Deux pavillons d'habitation sont construits de chaque côté qui servaient à accueillir les hôtes de passage et au milieu de la cour, lieu inhabituel pour ce type de bâtiment, on trouve un pavillon de musique. Les usines des Galitzine produisent en 1846 des copies de statues de Klodt, que l'on trouve sur le pont Anitchkov de Saint-Pétersbourg pour orner l'entrée des grandes écuries. Cette partie est aujourd'hui un musée et le pavillon sert de lieu de concert.

## Laiterie
Gilardi construit aussi des étables et une ferme intitulée laiterie. Elle comprend plusieurs petits bâtiments ayant servi d'écurie, d'étable, de grange, avec des dépendances pour les logements des vachers, des palefreniers, etc. La laiterie a été partiellement reconstruite en 1889 pour y aménager une infirmerie et une petite maison de soins, dépendant de l'église de Kouzminki. L'endroit n'est pas restauré et en état d'abandon.

## Église

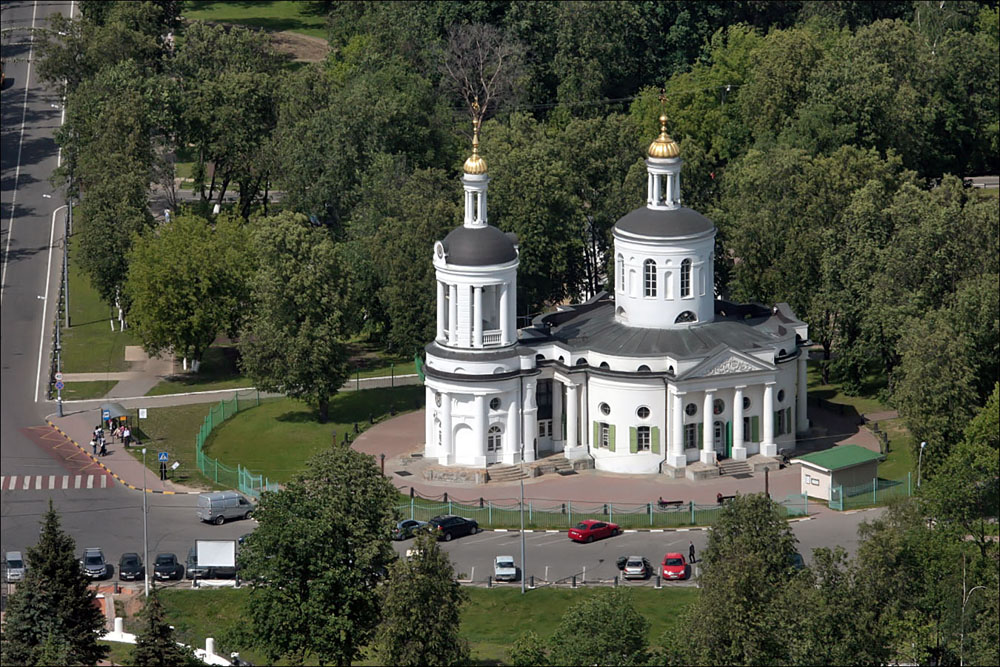
Vue de l'église de Kouzminki

L'église actuelle dédiée à l'icône de la Blachernitissa (plus connue en France sous le nom de Sainte-Marie des Blachernes) qui se trouve à  côté de l'emplacement du château disparu a été construite dans la seconde moitié du XVIIIe siècle, à la place de l'ancienne chapelle de bois. Elle a été restaurée et rendue au culte à partir de 1992. De style néoclassique avec des portiques doriques, elle a la particularité d'être bâtie sur un plan rond.

## Volière

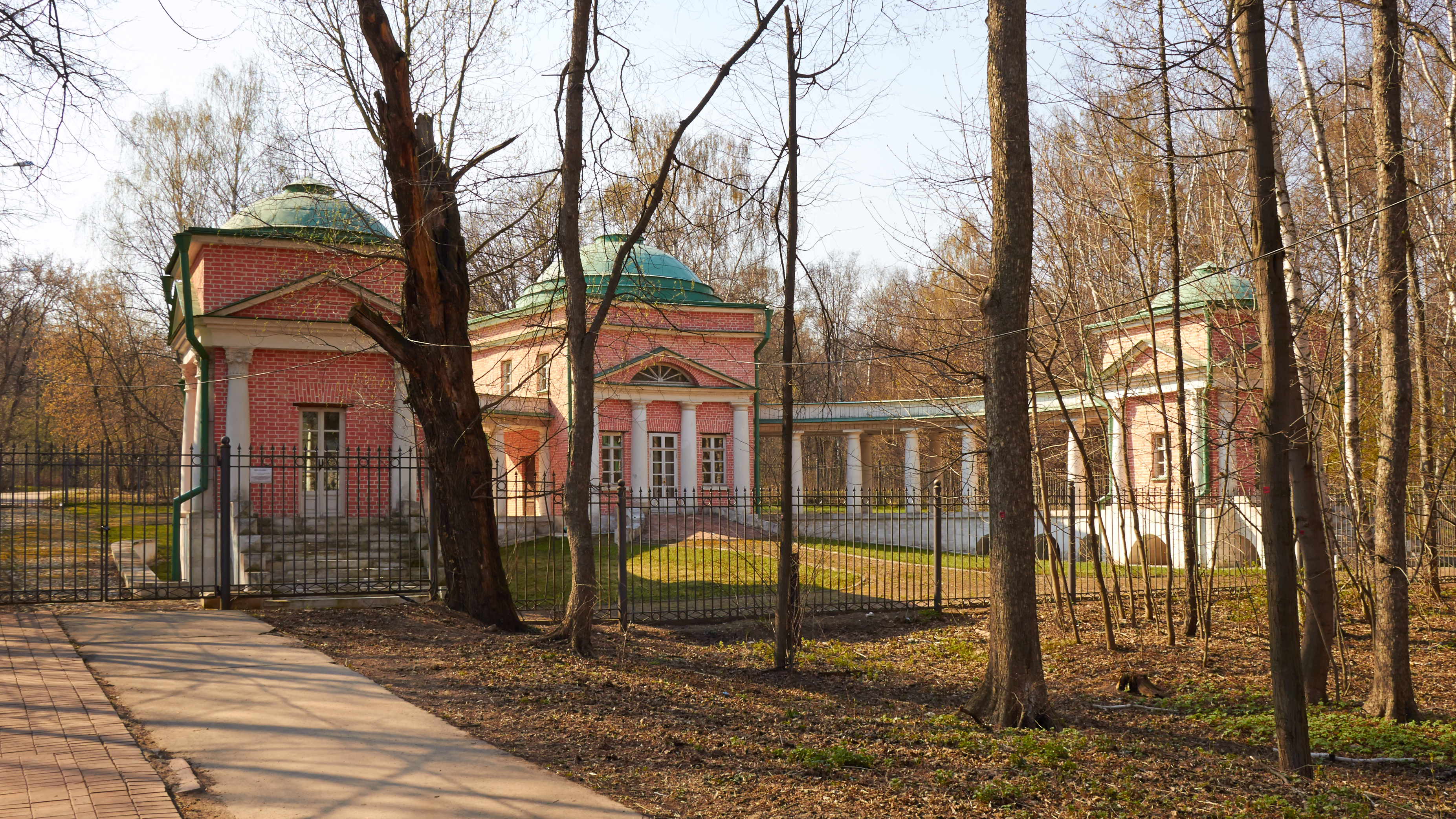
Volière

La volière destinée à l'élevage d'oiseaux d'ornement se trouve à côté du lac inférieur. Elle a été reconstituée

## Galerie

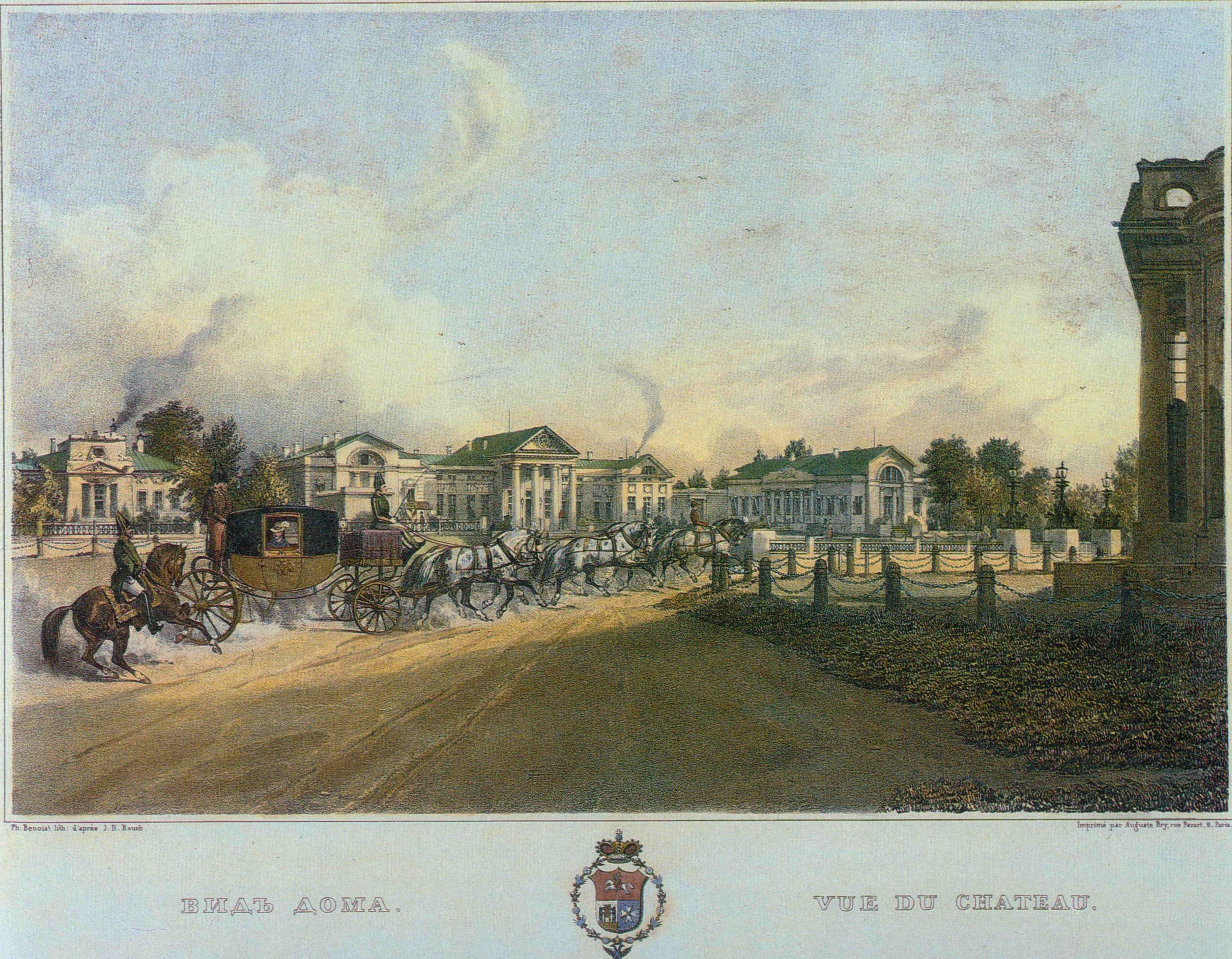
Vue du château au milieu du XIXe siècle
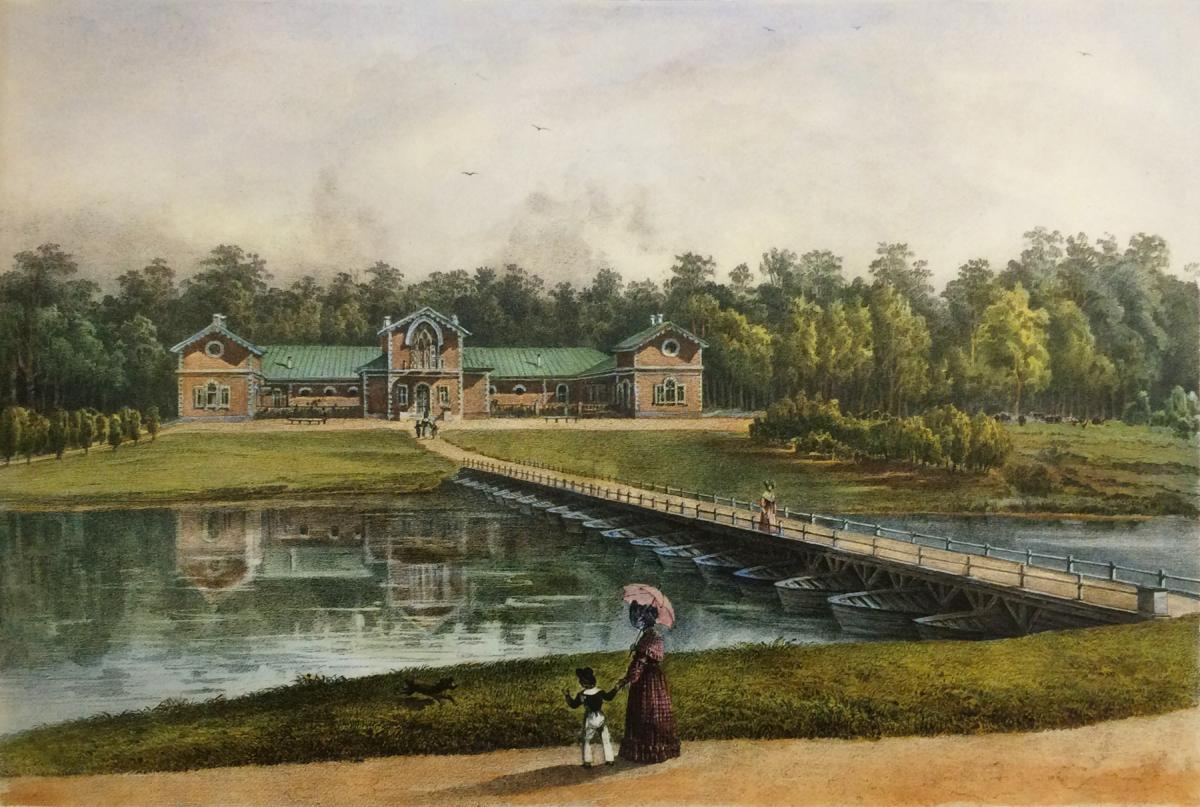
Vue de la laiterie vers 1835 (J. Rauch)
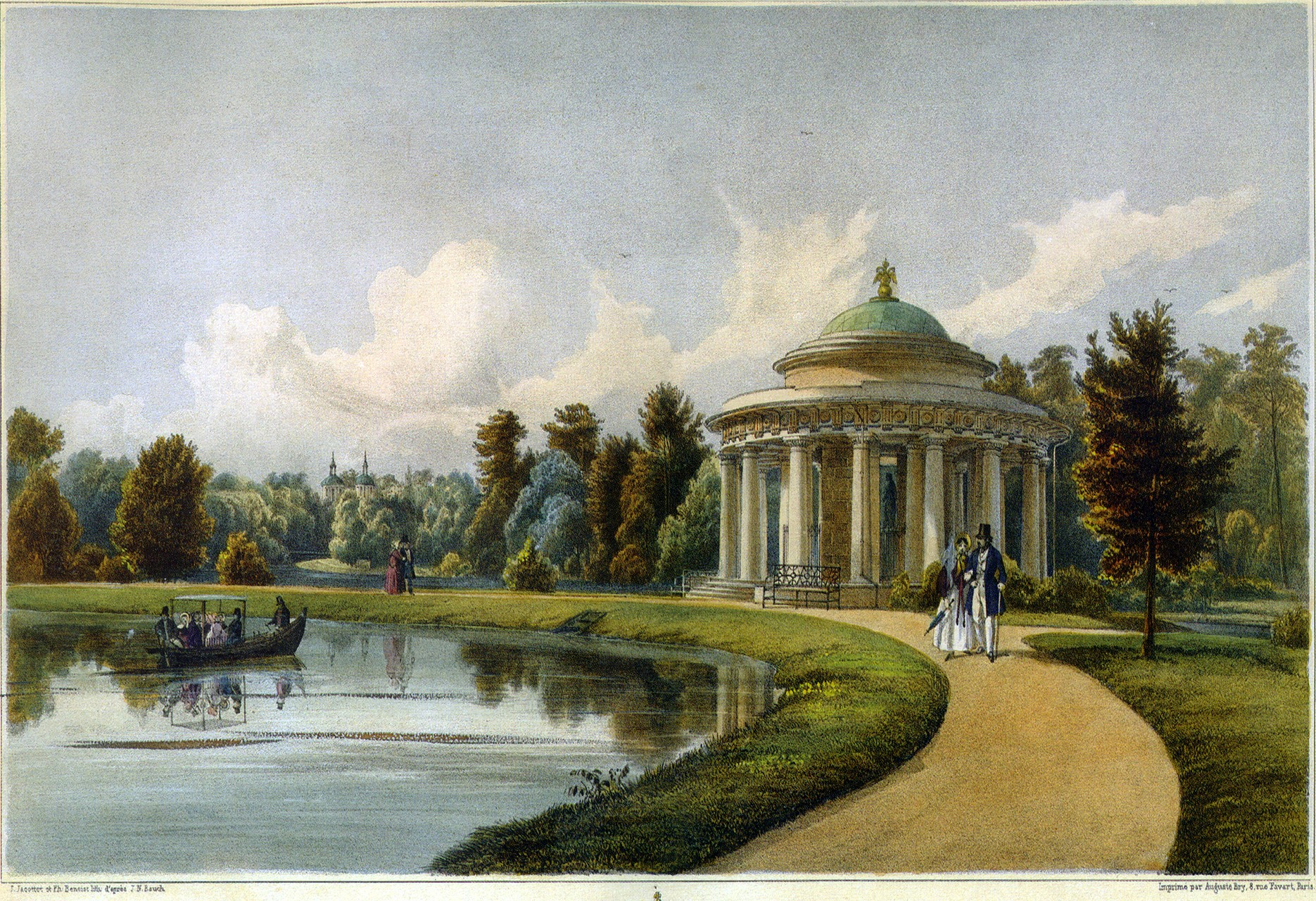
Vue de la gloriette dénommée en l'honneur de l'impératrice Marie Féodorovna
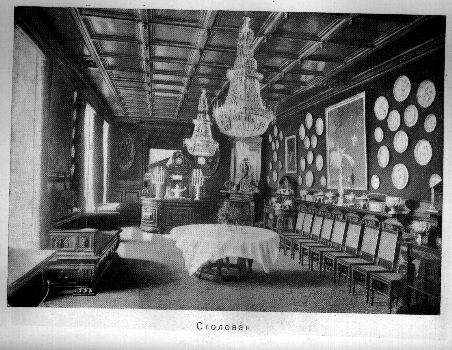
Photographie de la salle-à-manger avant la révolution

## Notes

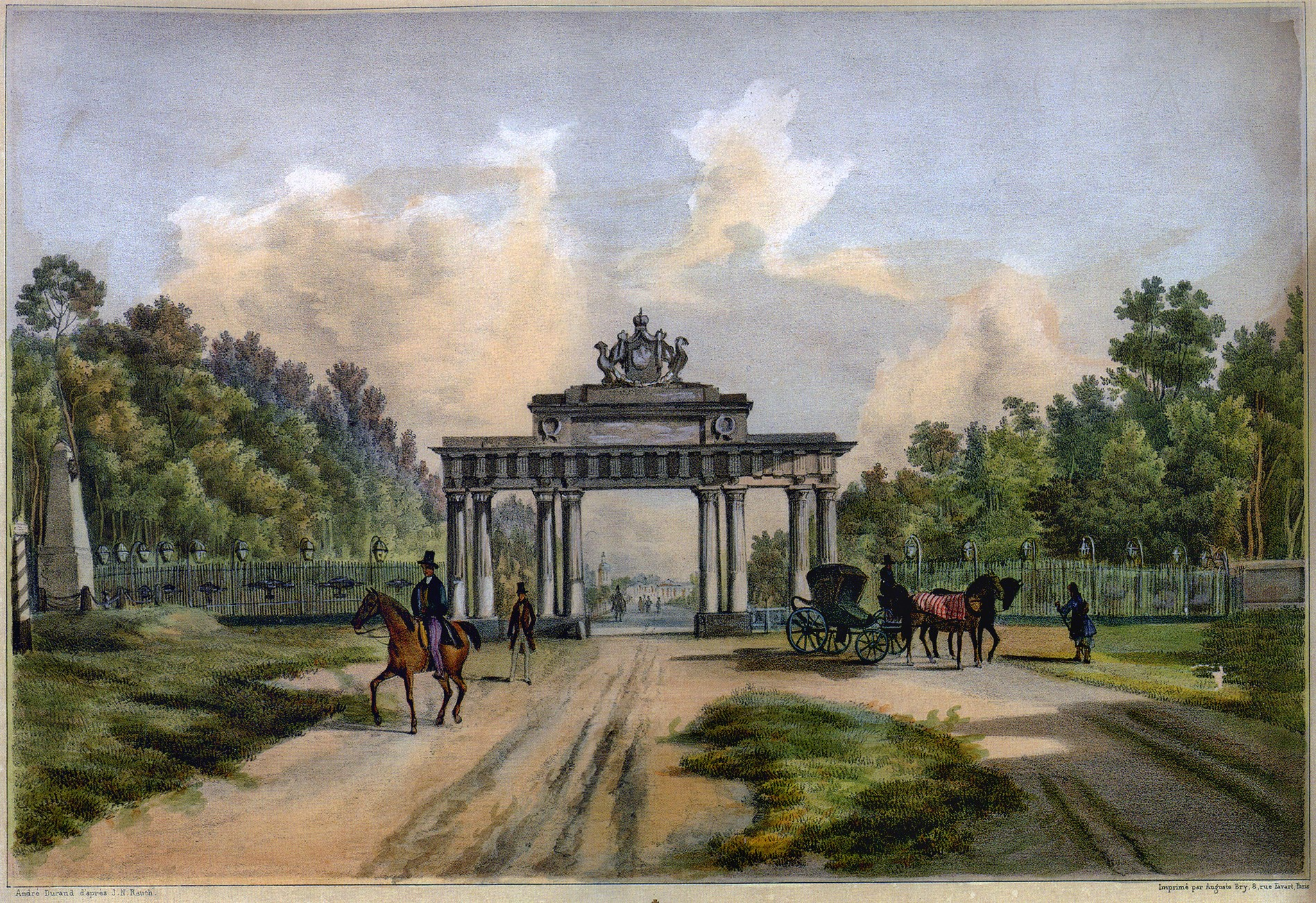
Portail d'honneur du château vers 1825 (Rauch)